# 豹皮花
豹皮花（学名：Orbea pulchella）为夹竹桃科豹皮花属的植物。分布于非洲以及中国大陆的华北等地，目前已由人工引种栽培。